# Baltimore Open 1974
Il Baltimore Open 1974  è stato un torneo di tennis giocato sul sintetico indoor. È stata la 3ª edizione del torneo, che fa parte del Commercial Union Assurance Grand Prix 1974. Si è giocato a Baltimora negli Stati Uniti, 28 gennaio al 3 febbraio 1974.

## Campioni

### Singolare
Sandy Mayer ha battuto in finale  Clark Graebner con il punteggio di 6–2, 6–1

### Doppio
Jürgen Fassbender /  Karl Meiler hanno battuto in finale  Owen Davidson /  Clark Graebner con il punteggio di 7–6, 7–5